# Colorado Caieiras Futebol Clube
Colorado Caieiras Futebol Clube Ltda., mais conhecido como Colorado Caieiras, ou simplesmente Colorado é um clube brasileiro de futebol da cidade de Caieiras, na Grande São Paulo. Suas cores oficiais são vermelho e branco. O seu escudo ainda conta com as cores da Bandeira do Brasil, azul, verde e amarelo.
O Colorado Caieiras teve a sua fundação em 2019 e em fevereiro de 2021 se filiou a Federação Paulista de Futebol, se tornando um clube profissional.
No mesmo ano o Colorado oficializou sua disputa no Campeonato Paulista Segunda Divisão, ficando na chave 2, Flamengo de Guarulhos, Guarulhos GRU, Barcelona, Mauaense e o Paulista de Jundiaí. Na disputa do campeonato o clube irá mandar suas partidas no estádio Carlos Ferracini, com capacidade para 6.195 pessoas. Em 2024, o Colorado Caieiras disputa a quinta divisão do Campeonato Paulista, último nível do futebol estadual.

## Participações
|  | Participações em 2025 |

| Competição | Competição      | Temporadas | Melhor campanha     | Estreia | Última | A | R |
| São Paulo  | Série A4        | 4          | 8º lugar (2025)     | 2021    | 2025   | – | 1 |
| São Paulo  | Segunda Divisão | 1          | Vice-campeão (2024) | 2024    | 2024   | 1 |   |